# Francesco Morano
Francesco Morano (Caivano, 8 juni 1872 – Vaticaanstad, 12 juli 1968) was een Italiaans geestelijke en kardinaal van de Rooms-Katholieke Kerk.
Morano bezocht het seminarie van Aversa en studeerde vervolgens aan de Pauselijke Lateraanse Universiteit in Rome, waar hij promoveerde in de wijsbegeerte, de theologie en het canoniek recht. Hij werd op 10 augustus 1897 priester gewijd. Aan de Koninklijke Universiteit promoveerde hij vervolgens ook nog in de natuurkunde. Vanaf 1900 werkte hij bij de Vaticaanse Sterrenwacht. Vanaf 1903 was hij verbonden aan het Heilig Officie. Paus Benedictus XV maakte hem in 1918 kamerheer in buitengewone dienst. In 1921 werd hij, naast zijn werk bij het Officie, referendaris bij de Hoogste Rechtbank van de Apostolische Signatuur. In 1925 werd hij auditor bij de Sacra Rota Romana, en in 1935 secretaris van de Apostolische Signatuur, de op een-na hoogste functionaris bij deze rechtbank.
Paus Johannes XXIII creëerde hem kardinaal in het consistorie van 15 december 1959. De Santi Cosma e Damiano werd zijn titeldiakonie. Drie jaar later werd hij door dezelfde paus benoemd tot titulair aartsbisschop van Fallaba. Paus Johannes zelf gaf Morano zijn bisschopswijding, waarbij Giuseppe Pizzardo en Benedetto Aloisi Masella optraden als medewijdende bisschoppen. Kardinaal Morano nam deel aan het Tweede Vaticaans Concilie en aan het conclaaf van 1963.
Hij overleed in 1968, en werd begraven in Aversa.
- Istituto Centrale per il Catalogo Unico: GEAV008398
- Virtual International Authority File: 88954472